# アフリカ大牧場
『アフリカ大牧場』（原題Cowboy in Africa）は1967年から1968年にかけて、米ABCテレビで制作・放送されたカラードラマ（テレビ映画、西部劇）である。日本では1968年10月13日から1969年4月6日まで、NHK総合テレビでカラー放送された（1本立て）。

## あらすじ
ヒュー・オブライエン主演の映画野獣狩り カウボーイ・スタイルをベースにしたドラマ。 ロデオチャンピオンでもあるカウボーイのジム・シンクレアと、相棒で助手のナバホ族出身のジョン・ヘンリーは、ケニアの大牧場の経営者ヘイズに雇われ、ヘイズの、野生動物を投げ縄で捕えて飼い慣らすという考えに共感して一緒に仕事を始める。ジムを慕う黒人少年サムソンとの触れ合い、密猟者との闘い、現住民との確執、そして猛獣との戦いなどが盛り込まれたアフリカ版西部劇である。

## キャスト
- ジム・シンクレア：チャック・コナーズ（声：大宮悌二）
- ジョン・ヘンリー：トム・ナディーニ（声：高島稔）
- ヘイズ：ロナルド・ハワード（声：小山源喜）
- サムソン：ジェラルド・エドワーズ

## サブタイトル
1. 行け、カウボーイ
2. 狂気のサイ
3. 母ライオンの怒り
4. 怪魚のたたり
5. 子ゾウとカメラ
6. 放浪者たち
7. 生命の水
8. 目には目を
9. しま馬を救え
10. バッファローの原
11. ブルドーザーと首飾り
12. 謎のわな
13. 100万ドルのエランド
14. ジムの遭難
15. 危険なロープ
16. 対決のロデオ（前編）
17. 対決のロデオ（後編）
18. 老いたるパイオニア
19. 盗賊の森
20. 静かな死の病
21. 要人誘かい
22. キリマンジャロの道標
23. 野生のスケッチ
24. 巨象の別れ
25. 決死のライオン狩り
26. イポミの毒矢 [3]